# 柴田稔
柴田 稔（しばた みのる、1929年5月21日 - ）は、日本の経営者。兵庫県出身。

## 経歴
1953年に京都大学工学部機械工学科を卒業し、同年に東洋紡績に入社。1982年7月に取締役に就任し、常務、専務を経て、1990年6月には副社長に就任した。1992年6月に社長に昇格した。1999年6月に会長に就任し、2004年6月から相談役を務めた。
1994年4月に藍綬褒章を受章し、2002年4月に勲二等旭日重光章を受章。